# Tell Me Why
"Tell Me Why" är en sång av den brittiska rockgruppen The Beatles, utgiven den 10 juli 1964. Sången är skriven av John Lennon (men krediterad som Lennon–McCartney) och gavs ut på gruppens tredje studioalbum A Hard Day's Night.

## Komposition och inspelning
"Tell Me Why" är helt skriven av John Lennon, troligtvis någon gång i februari 1964. Anledningen till att sången uppkom är helt enkelt att man behövde fler sånger med ett snabbare tempo inför gruppens debutfilm Yeah! Yeah! Yeah!. Under samma tid skrevs även sångerna "I Should Have Known Better" och "I'm Happy Just to Dance With You". John Lennon beskrev själv sången som att den liknade en "sång från en afroamerikansk New York-baserad tjejgrupp".
Paul McCartney sa:
| ”                 | "Jag tror att många av dessa sånger [som Lennon skrev] som "Tell Me Why" kanske var baserade på riktiga händelser eller affärer John hade, eller gräll med Cynthia [Lennons fru] eller vad som, men det föll oss aldrig i tanken förrän vi såg det på det sättet." | „ |
| – Paul McCartney, | |   |

"Tell Me Why" spelades in under förmiddagen den 27 februari 1964 vid EMI Recording Studios (nuvarande Abbey Road Studios) i London i totalt åtta tagningar. Samma dag blev man även färdiga med sångerna "And I Love Her" och "If I Fell".

## Utgivning
Första gången "Tell Me Why" gavs ut var den 26 juni 1964 på den nordamerikanska utgåvan av albumet A Hard Day's Night, som gavs ut cirka två veckor innan albumet gavs ut i Europa. Det nordamerikanska albumet var mer ett soundtrackalbum där bland annat fyra av sångerna var instrumentalversioner. Ungefär en månad efter A Hard Day's Night släpptes i Nordamerika gavs albumet Something New ut, där bland annat "Tell Me Why" ingick. Detta albumet var mer likt den europeiska versionen av A Hard Day's Night, även om albumen inte innehåller samma sånger.
"Tell Me Why" spelas i The Beatles debutfilm Yeah! Yeah! Yeah! som en del av en konsertscen. Scenen filmades vid Scala Theatre i London och är den enda gången som "Tell Me Why" framfördes framför publik, som bestod av cirka 350 statister. Dock så mimade och läppsynkade man hela framträdandet och alla sånger som spelades var förinspelade.

## Medverkande
- John Lennon – sång, kompgitarr
- Paul McCartney – bakgrundssång, basgitarr
- George Harrison – bakgrundssång, sologitarr
- Ringo Starr – trummor
- George Martin – piano

Medverkande enligt webbplatsen The Beatles Bible.

## Coverversioner
- The Beach Boys på albumet Beach Boys' Party!, 1965.
- April Wine på albumet Power Play, 1982.

### Engelska originalcitat
1. ↑  "I think a lot of these [Lennon's] songs like "Tell Me Why" may have been based in real experiences or affairs John was having, or arguments with Cynthia [Lennon’s wife] or whatever, but it never occurred to us until later to put that slant on it all."